# Canton de Saint-Omer
Le canton de Saint-Omer est une circonscription électorale française du département du Pas-de-Calais.

## Histoire
Un nouveau découpage territorial du Pas-de-Calais entre en vigueur à l'occasion des premières élections départementales suivant le décret du 24 février 2014. Les conseillers départementaux sont, à compter de ces élections, élus au scrutin majoritaire binominal mixte. Les électeurs de chaque canton élisent au Conseil départemental, nouvelle appellation du Conseil général, deux membres de sexe différent, qui se présentent en binôme de candidats. Les conseillers départementaux sont élus pour 6 ans au scrutin binominal majoritaire à deux tours, l'accès au second tour nécessitant 12,5 % des inscrits au 1er tour. En outre la totalité des conseillers départementaux est renouvelée. Ce nouveau mode de scrutin nécessite un redécoupage des cantons dont le nombre est divisé par deux avec arrondi à l'unité impaire supérieure si ce nombre n'est pas entier impair, assorti de conditions de seuils minimaux. Dans le Pas-de-Calais, le nombre de cantons passe ainsi de 77 à 39.
Le canton de Saint-Omer est initialement formé de 17 communes issues des anciens cantons d'Ardres (7 communes), de Saint-Omer-Nord (8 communes), d'une commune du Canton de Sains-en-Gohelle et d'une du Canton de Saint-Omer-Sud. Le canton est entièrement inclus dans l'arrondissement de Saint-Omer. Le bureau centralisateur est situé à Saint-Omer.
Le 1er janvier 2016, la fusion de Saint-Martin-au-Laërt et Tatinghem pour créer la nouvelle commune de Saint-Martin-lez-Tatinghem réduit le nombre de communes du canton à 16.

## Représentation
| Période élective | Période élective | Mandat | Mandat   | Identité             | Nuance | Nuance | Qualité |
| ---------------- | ---------------- | ------ | -------- | -------------------- | ------ | ------ | --- |
| 2015             | 2021             | 2015   | 2021     | Bertrand Petit       |        | PS     | Maire de Saint-Martin-au-Laërt (2001-2016) Maire de Saint-Martin-lez-Tatinghem (depuis 2016) Ancien conseiller général du Canton de Saint-Omer-Nord (2008-2015) 3e Vice-président du Conseil départemental (jeunesse, insertion des jeunes, promotion et tourisme) |
| 2015             | 2021             | 2015   | 2021     | Sophie Warot-Lemaire |        | PS     | Professeur de mathématiques, Eperlecques |
| 2021             | 2028             | 2021   | en cours | Bertrand Petit       |        | PS     | Conseiller sortant Député de la 8e circonscription du Pas-de-Calais (2022-2024) 4ème Vice-Président du conseil départemental (jusqu'en 2022) |
| 2021             | 2028             | 2021   | en cours | Sophie Warot-Lemaire |        | PS     | Conseillère sortante |

### Résultats détaillés

#### Élections de mars 2015
Lors des élections départementales de 2015, le binôme composé de Bertrand Petit et Sophie Warot-Lemaire (Union de la Gauche) est élu au premier tour avec 52,96 % des suffrages exprimés, devant le binôme composé de Quentin Bourgeois et Murielle Faghel (FN) (27,01 %). Le taux de participation est de 55,23 % (13 748 votants sur 24 893 inscrits) contre 51,81 % au niveau départemental et 50,17 % au niveau national.

#### Élections de juin 2021
Le premier tour des élections départementales de 2021 est marqué par un très faible taux de participation (33,26 % au niveau national). Dans le canton de Saint-Omer, ce taux de participation est de 39,95 % (9 966 votants sur 24 945 inscrits) contre 35,19 % au niveau départemental. À l'issue de ce premier tour, deux binômes sont en ballottage : Bertrand Petit et Sophie Warot-Lemaire (PS, 55,94 %) et Brigitte Bacquet et Pierre Declerck (RN, 16,17 %).
Le second tour des élections est marqué une nouvelle fois par une abstention massive équivalente au premier tour. Les taux de participation sont de 34,36 % au niveau national, 34,96 % dans le département et 39,57 % dans le canton de Saint-Omer. Bertrand Petit et Sophie Warot-Lemaire (PS) sont élus avec 80,17 % des suffrages exprimés (7 437 voix pour 9 872 votants et 24 948 inscrits),,.

## Composition
Le canton de Saint-Omer comprend seize communes entières.
| Nom                                | Code Insee | Intercommunalité         | Superficie (km2) | Population (dernière pop. légale) | Densité (hab./km2) | Modifier                                    |
| ---------------------------------- | ---------- | ------------------------ | ---------------- | --------------------------------- | ------------------ | ------------------------------------------- |
| Saint-Omer (bureau centralisateur) | 62765      | CA du Pays de Saint-Omer | 16,40            | 14 358 (2022)                     | 875                | modifier les données · modifier les données |
| Bayenghem-lès-Éperlecques          | 62087      | CA du Pays de Saint-Omer | 4,51             | 1 019 (2022)                      | 226                | modifier les données · modifier les données |
| Clairmarais                        | 62225      | CA du Pays de Saint-Omer | 18,02            | 579 (2022)                        | 32                 | modifier les données · modifier les données |
| Éperlecques                        | 62297      | CA du Pays de Saint-Omer | 25,56            | 3 740 (2022)                      | 146                | modifier les données · modifier les données |
| Houlle                             | 62458      | CA du Pays de Saint-Omer | 6,52             | 1 131 (2022)                      | 173                | modifier les données · modifier les données |
| Mentque-Nortbécourt                | 62567      | CA du Pays de Saint-Omer | 10,78            | 653 (2022)                        | 61                 | modifier les données · modifier les données |
| Moringhem                          | 62592      | CA du Pays de Saint-Omer | 9,98             | 555 (2022)                        | 56                 | modifier les données · modifier les données |
| Moulle                             | 62595      | CA du Pays de Saint-Omer | 5,39             | 1 166 (2022)                      | 216                | modifier les données · modifier les données |
| Nordausques                        | 62618      | CA du Pays de Saint-Omer | 5,94             | 1 293 (2022)                      | 218                | modifier les données · modifier les données |
| Nort-Leulinghem                    | 62622      | CA du Pays de Saint-Omer | 3,45             | 268 (2022)                        | 78                 | modifier les données · modifier les données |
| Saint-Martin-lez-Tatinghem         | 62757      | CA du Pays de Saint-Omer | 10,54            | 5 863 (2022)                      | 556                | modifier les données · modifier les données |
| Salperwick                         | 62772      | CA du Pays de Saint-Omer | 4,00             | 518 (2022)                        | 130                | modifier les données · modifier les données |
| Serques                            | 62792      | CA du Pays de Saint-Omer | 10,43            | 1 178 (2022)                      | 113                | modifier les données · modifier les données |
| Tilques                            | 62819      | CA du Pays de Saint-Omer | 7,29             | 1 063 (2022)                      | 146                | modifier les données · modifier les données |
| Tournehem-sur-la-Hem               | 62827      | CA du Pays de Saint-Omer | 18,14            | 1 353 (2022)                      | 75                 | modifier les données · modifier les données |
| Zouafques                          | 62904      | CA du Pays de Saint-Omer | 3,93             | 590 (2022)                        | 150                | modifier les données · modifier les données |
| Canton de Saint-Omer               | 6237       |                          | 160,88           | 35 327 (2022)                     | 220                | modifier les données                        |

## Démographie
En 2022, le canton comptait 35 327 habitants, en évolution de +0,15 % par rapport à 2016 (Pas-de-Calais : −0,72 %, France hors Mayotte : +2,11 %).
| 2013   | 2018   | 2022   |
| ------ | ------ | ------ |
| 34 110 | 35 689 | 35 327 |